# Recrutamento gay
Recrutamento gay ou recrutamento homossexual, e outros termos similares, são utilizados para descrever a crença de que as pessoas lésbicas, gays, bissexuais e transgêneros (LGBT) tentam converter pessoas heterossexuais a um "estilo de vida gay". As acusações de recrutamento nesses sentido são usadas principalmente nos Estados Unidos em oposição aos programas institucionalizados de prevenção do HIV, leis contra o bullying, leis antidiscriminação, inclusão do feminismo e direitos LGBT nas escolas e contra grupos escolares de apoio a jovens LGBT (Gay-Straight Alliance), sob a premissa de que a causa real de algumas ou todas estas medidas seja o de promover a homossexualidade.
Há quem postule que uma das fantasias mais recorrentes em homossexuais seja seduzir heterossexuais, além de existir um culto do corpo e da juventude na cultura gay.

## Significado e conotação
O "recrutamento homossexual" e termos semelhantes são amplamente empregados por grupos conservadores sociais e da direita cristã para referirem-se à alegação de que pessoas LGBT se envolvem em um esforço concertado para doutrinar crianças, transformá-las em LGBT também e introduzi-las a um "estilo de vida que pode matá-las". Os adeptos dessas alegações de recrutamento apontam como evidência a educação sexual "desviante" e "lasciva". Expressam a preocupação de que os esforços contra o bullying escolar ensinem que "a homossexualidade é normal e que os alunos não devem assediar seus colegas porque são homossexuais", sugerindo o recrutamento como a principal motivação desses programas.
Os defensores desta teoria citam a incapacidade de os casais do mesmo sexo de se reproduzirem como uma motivação para o recrutamento.
Os críticos do termo descrevem-no como um mito anti-gay, e um bicho-papão indutor de medo. Muitos críticos acreditam que o termo promove o mito dos homossexuais como pedófilos.
Em um artigo no New York Times de 1990, o escritor gay David Leavitt criticou o termo afirmando: "Claro que, para qualquer pessoa gay, como adolescente assustado e confuso, procuraria desesperadamente livros ou filmes ou programas de televisão que oferecessem até mesmo uma simples menção da experiência homossexual para se encaixar, a ideia de "recrutamento" gay é risível. É também profundamente insultante." 
As paradas do orgulho LGBT são frequentemente denunciadas como uma tentativa de recrutamento homossexual.